# Tapura letestui
Espèce
Statut de conservation UICN

 EN B2ab(iii) : En danger
Tapura letestui est une espèce de plantes à fleurs du genre Tapura de la famille des Dichapetalaceae.